# Казачий Ерик (Ростовская область)
Казачий Ерик — хутор в Азовском районе Ростовской области.
Входит в состав Елизаветинского сельского поселения.

## География
Расположен в 7 км севернее районного центра — города Азов, на правом берегу гирла Каланча (рукав Дона), в окрестностях Ростова-на-Дону.

### Улицы
- пер. Бережной,
- пер. Проездной,
- ул. Береговая,
- ул. Степная,
- ул. Шевченко,
- ул. Школьная.

## Население
| 1989 | 2002 | 2010 |
| ---- | ---- | ---- |
| 501  | ↘421 | ↘395 |

Национальный состав
Согласно результатам переписи 2002 года, в национальной структуре населения русские составляли 99 %.

## Достопримечательности
- На береговой линии хутора находится памятник археологии — Поселение «Казачий ерик». Природный и историко-археологический комплекс «Дельта Дона». Памятник датируется IV—III тысячелетием до н. э. — XIII веком н. э. Решением Малого Совета облсовета № 301 от 18 ноября 1992 года поселение внесено в список объектов культурного наследия местного значения под кодом № 6100244000[4].